# Operațiunea Dani
Operațiunea Dani (în ebraică: מבצע דני, translit. Mivtza Dani) a fost o ofensivă militară israeliană lansată la sfârșitul primului armistițiu din timpul războiului arabo-israelian din 1948. Aceasta a avut ca obiectiv capturarea teritoriului situat la est de Tel Aviv, urmată de o ofensivă spre interior pentru a elibera populația evreiască și trupele din Ierusalim. Principalele forțe care luptau împotriva armatei israeliene erau Legiunea Arabă și miliții neregulate palestiniene.
Ofensiva a avut loc între 9–19 iulie 1948, fiind lansată la sfârșitul primei perioade de armistițiu. Pe 10 iulie, Glubb Pașa a ordonat trupelor Legiunii Arabe care apărau zona vizată „să se pregătească... pentru un război neconvențional”.
Comandantul operațiunii israeliene a fost Igal Alon, iar adjunctul lui Ițhak Rabin. Efectivele totale ale forțelor israeliene implicate numărau circa 6.000 de soldați.

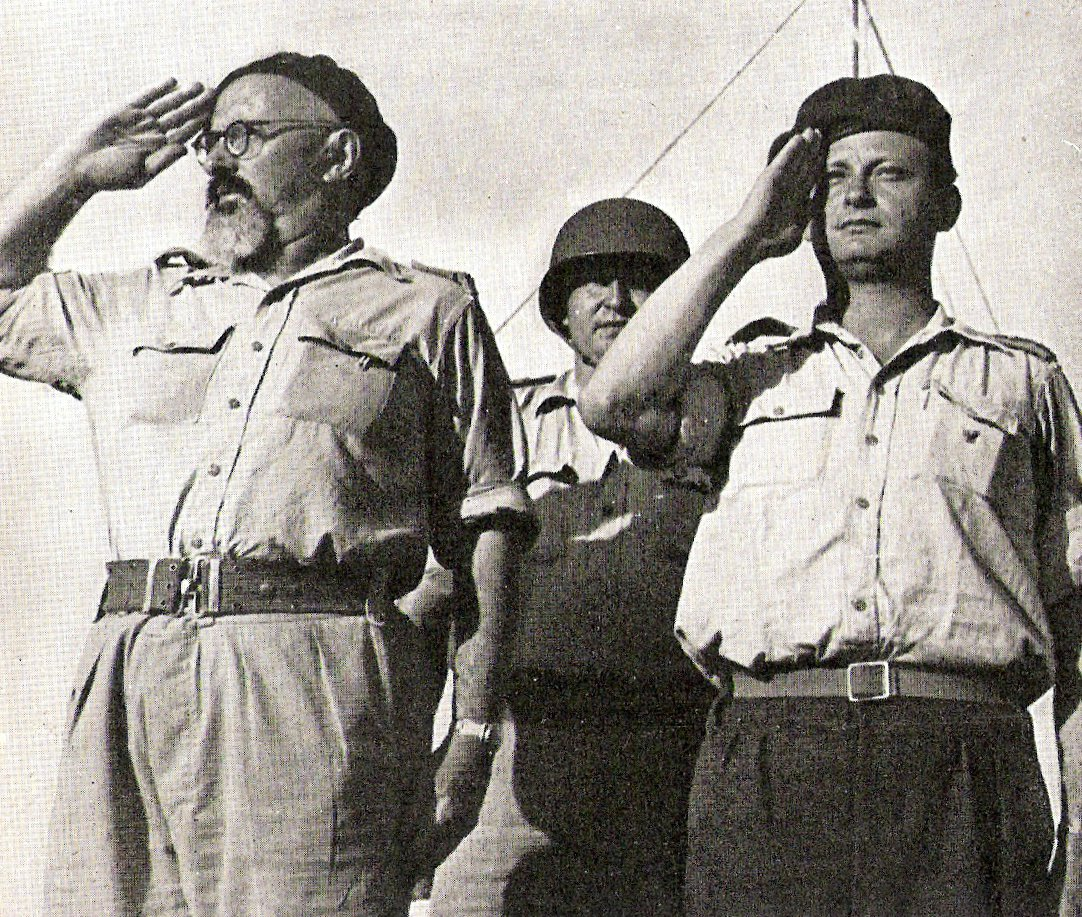
Ițhak Sadeh (stânga) și Igal Alon (1948)
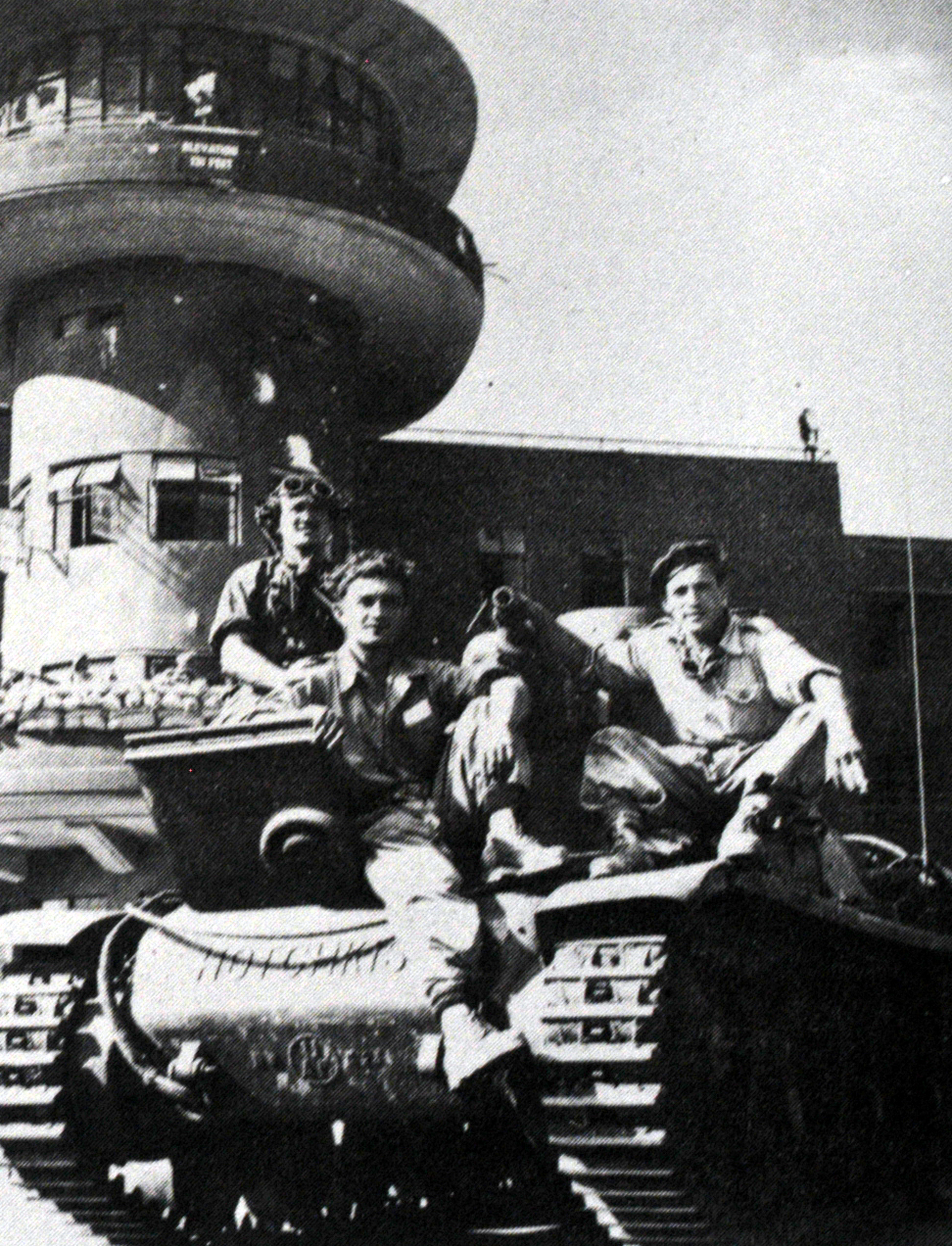
Brigada a 8-a Blindată capturează Aeroportul Lydda (1948)
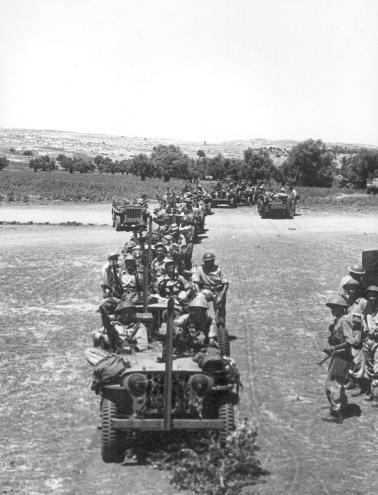
Brigada Iftah înainte de atacarea orașelor Lydda și Ramle, 1948

## Nume
Operațiunea a fost numită după ofițerul Palmach Daniel „Dani” Mass, ucis pe 16 ianuarie 1948, în timp ce comanda o acțiune de ajutorare cunoscută drept „Convoiul celor 35”.

## Obiective
Prima fază a Operațiunii Dani era capturarea orașelor Lydda și Ramle, situate pe șoseaua spre Ierusalim, la sud-vest de Tel Aviv. Ramle era unul din principalele obstacole care împiedicau transporturile evreiești spre Ierusalim. De la începutul războiului, milițiile arabe din Lydda și Ramle atacau traficul evreiesc pe șoselele din împrejurimi. Ramle devenise un punct focal de blocare a transportului evreiesc, obligând traficul între Ierusalim și Tel Aviv să folosească o rută sudică ocolitoare.
A doua fază a operațiunii viza capturarea fortului din Latrun și un avans spre Ramallah. 
Operațiunea Dani s-a desfășurat sub comanda Palmach, fiind folosite Brigada Iftah, Brigada Harel, Brigada a 8-a Blindată și două batalioane ale brigăzilor Kiriati și Alexandroni.

### Lydda și Ramle

Soldați Palmach (brigada Iftah) cu o mașină blindată iordaniană distrusă de un PIAT, Operațiunea Dani, Al-Burj, 15 iulie 1948

Pe 9 iulie, unități ale Brigăzii Iftah au început să avanseze spre Ramle dinspre sud. În același timp, trupe din celelalte brigăzi au început să atace satele de la nord de Lydda. Prinse în învăluire și cu doar o mână de legionari arabi care să le apere, cele două orașe au fost capturate ziua următoare. Acest lucru a dus și la căderea în mâinile israeliene a Aeroportului Lydda și a strategicei gări din Ramle. La două zile după capturarea orașelor Lydda și Ramle, doar câteva sute din cei circa 50.000–70.000 de locuitori au mai rămas în cele două localități.

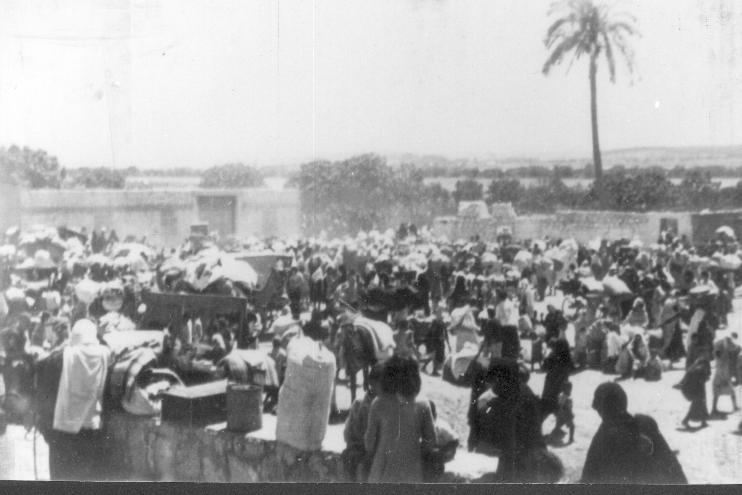
Lydda după cucerire, 1948.

### Latrun

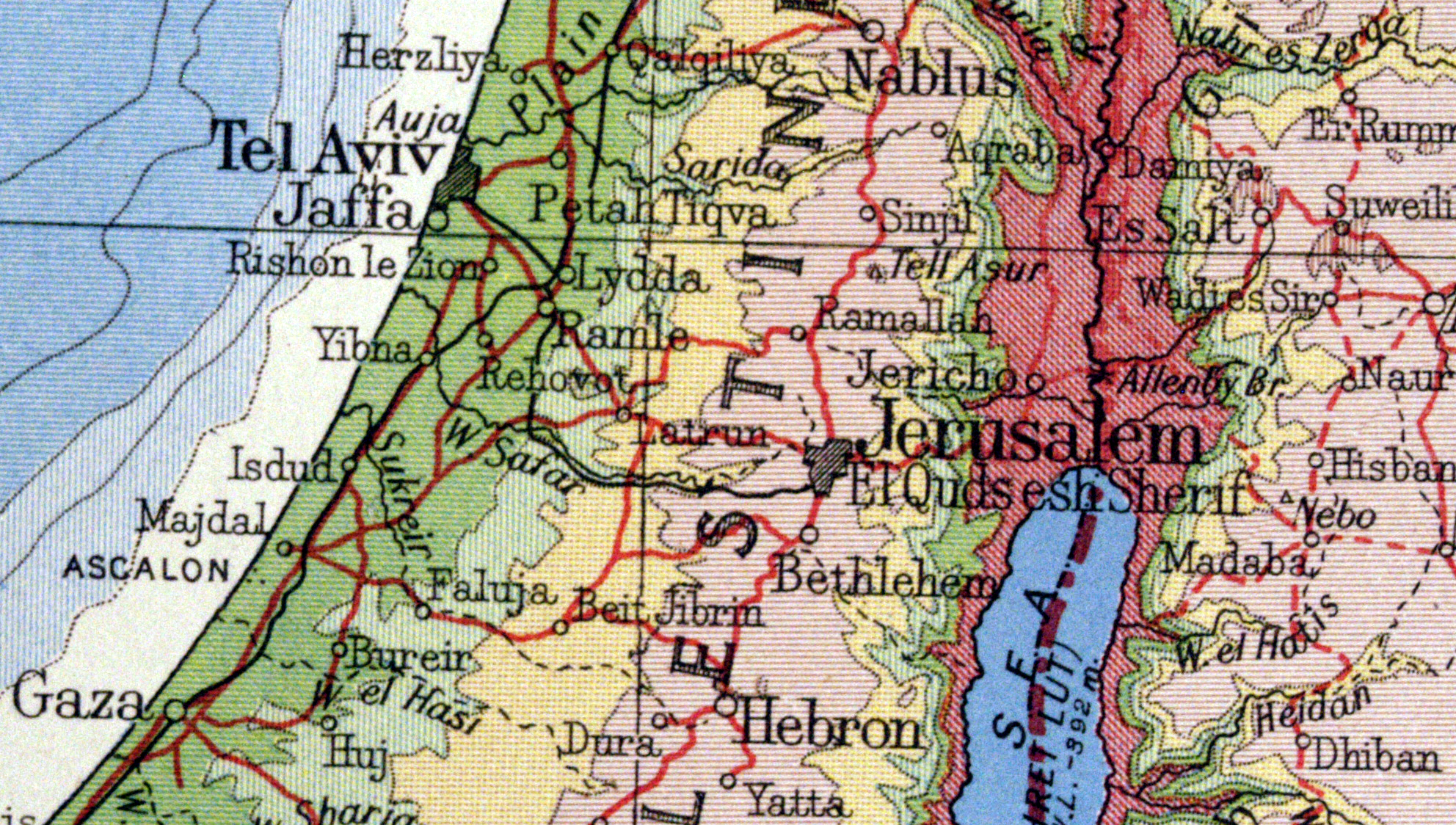
Harta zonei dintre Tel Aviv și Ierusalim.

A doua fază a operațiunii a eșuat după câteva atacuri costisitoare împotriva pozițiilor Legiunii Arabe de la Latrun și amenințările privind un armistițiu impus de ONU.

### Victime
În arhivele Palmach sunt înregistrate numele a 91 de membri ai organizației uciși în timpul operațiunii. 44 dintre ei au fost uciși la Khirbet Kurikur, pe 18 iulie 1948. Șapte au fost uciși în timpul cuceririi Lyddei.

## Comunități palestiniene arabe capturate
(Majoritatea satelor au fost sistematic distruse de israelieni la scurtă vreme după capturare)
| Nume | Dată                    | Apărători                                  | Atacanți                                                        | Populație                                                          |
| --- | ----------------------- | ------------------------------------------ | --------------------------------------------------------------- | ------------------------------------------------------------------ |
| Dair Tarif | 9 iulie 1948            | Legiunea Arabă                             | Brigada Blindată Brigada Kiriati                                | 1.750                                                              |
| Al-Tira | 10 iulie 1948           | necunoscut                                 | Brigada Alexandroni Brigada a 8-a Blindată                      | 1.290                                                              |
| Daniyal | 10 iulie 1948           | necunoscut                                 | Brigada Iftah                                                   | 410                                                                |
| Kharruba | 10 iulie 1948           | necunoscut                                 | Brigada Iftah                                                   | 170                                                                |
| Al-Barriyya | 9–10 iulie 1948         | necunoscut                                 | necunoscut                                                      | 510                                                                |
| 'Innaba | 10 iulie 1948           | 200 de săteni                              | Brigada Iftah Brigada a 8-a Blindată                            | 1.420                                                              |
| Jimzu | 10 iulie 1948           | necunoscut                                 | Brigada Iftah                                                   | 1.150                                                              |
| Rantiya | 10 iulie 1948           | necunoscut                                 | Brigada a 8-a Blindată Batalionul 3, Brigada Alexandroni        | 590                                                                |
| Lydda | 11 iulie 1948           | necunoscut                                 | Batalionul 3, Brigada Iftah                                     | a se vedea Ramle                                                   |
| Al-Jura | 11 iulie 1948           | necunoscut                                 | necunoscut                                                      | 420                                                                |
| Al-Muzayri'a | 12 iulie 1948           | necunoscut                                 | necunoscut                                                      | 1.160                                                              |
| Ramle | 12 iulie 1948           | Legiunea Arabă s-a retras                  | Brigada Kirati                                                  | 50-70.000 împreună cu Lydda inclusiv 15.000 de refugiați din Jaffa |
| Majdal Yaba | 12 iulie 1948           | Armata irakiană                            | Batalionul 2, Brigada Alexandroni                               | 1.520                                                              |
| Al-Haditha | 12 iulie 1948           | necunoscut                                 | necunoscut                                                      | 760                                                                |
| Abu al-Fadl | 12–13 iulie 1948        | necunoscut                                 | necunoscut                                                      | 510                                                                |
| Suba | 12–13 iulie 1948        | „fără vărsare de sânge”                    | Brigada Har'el                                                  | 620                                                                |
| Khirbat al-Lawz | 13–14 iulie 1948        | necunoscut                                 | Brigada Har'el                                                  | 450                                                                |
| Sar'a | 13–14 iulie 1948        | forțe egiptene                             | Batalionul 4, Brigada Har'el                                    | 340                                                                |
| Sataf | 13–14 iulie 1948        | necunoscut                                 | Brigada Har'el                                                  | 540                                                                |
| al-Maliha | 14–16 iulie 1948        | miliții egiptene miliții palestiniene      | Irgun Tineretul Palmach                                         | 1.940                                                              |
| al-Burj | 15 iulie 1948           | Legiunea Arabă                             | necunoscut                                                      | 480                                                                |
| Kh al-Buwayra | mijlocul lui iulie 1948 | necunoscut                                 | necunoscut                                                      | 190                                                                |
| Salbit | 15–16 iulie 1948        | Legiunea Arabă                             | Batalionul 2, Brigada Kiriati                                   | 510                                                                |
| Bayt Nabala | 15–16 iulie 1948        | Legiunea Arabă 150-200 de oameni           | necunoscut                                                      | 2.310                                                              |
| Bir Ma'in | 15–16 iulie 1948        | Legiunea Arabă                             | Brigada Iftah Batalioanele 1 și 2                               | 510                                                                |
| Barfiliya | 15–16 iulie 1948        | necunoscut                                 | Brigăzile Givati și Kiriati Brigada a 8-a Blindată              | 730                                                                |
| Kasla | 16 iulie 1948           | necunoscut                                 | Brigada Har'el                                                  | 280                                                                |
| Dayr 'Amr | 16 iulie 1948           | nimeni                                     | Batalionul 4, Brigada Har'el                                    | 10                                                                 |
| Ishwa' | 16 iulie 1948           | necunoscut                                 | Batalionul 4, Brigada Har'el                                    | 620                                                                |
| Artuf | 17–18 iulie 1948        | Miliții palestiniene sub comandă egipteană | Batalionul 4, Brigada Har'el                                    | 350                                                                |
| Islin | 18 iulie 1948           | necunoscut                                 | necunoscut                                                      | 260                                                                |
| Shilta | 18 iulie 1948           | Legiunea Arabă                             | Batalionul 4, Brigada Iftah a pierdut 44 de oameni în retragere | 100                                                                |
| Surse: - Walid Khalidi, All That Remains, ISBN: 0-88728-224-5 - Benny Morris, The Birth of the Palestinian Refugee Problem, 1947–1949, ISBN: 0-521-33028-9 |                         |                                            |                                                                 |                                                                    |

## Unități
- Comandant general: Igal Alon
- Brigada a 8-a Blindată, comandant Ițhak Sadeh[13]
- Brigada Alexandroni
- Brigada Kiriati (două batalioane)
- Brigada Iftah, comandant Mula Cohen[14]